# 건문
건문(建文, 1399년 ~ 1402년 6월)은 명나라 혜종(惠宗) 건문제(建文帝)의 연호이다. 4년 가량 사용되었다. 
정난의 변의 의하여 건문제가 폐위되자. 영락제 즉위 후인 건문(建文) 4년(1402년) 6월 18일에 건문(建文) 4년을 홍무(洪武) 35년으로 바꾸면서 건문 연호를 폐하기도 하였다. 이듬해 영락(永樂)으로 개원 할 때까지 사용하였다. 이 후, 만력(萬曆) 23년(1595년)에 건문 연호가 부활하였다.

## 개원
- 홍무(洪武) 31년 윤 5월 10일[1](율리우스력 1398년 6월 24일)에 연호를 건문(建文)이라 정하고, 다음 해 1월 1일[2](율리우스력 1399년 2월 6일)에 개원함.[3][4][5]

- 건문(建文) 4년 6월 18일[6](율리우스력 1402년 7월 18일)에 건문제 폐위 사유로 건문 연호를 폐하고, 홍무(洪武) 연호로 환원함.[7][8][5][9]

## 연대 대조표
| 건문 | 서기(西紀) | 간지(干支) |
| 원년 | 1399년     | 기묘(己卯) |
| 2년  | 1400년     | 경진(庚辰) |
| 3년  | 1401년     | 신사(辛巳) |
| 4년  | 1402년     | 임오(壬午) |

## 동시대 연호

### 베트남
- 쩐 왕조(陳朝)
  - 끼엔떤(建新) (1398년 ~ 1400년)

- 호 왕조(胡朝)
  - 타인응우옌(聖元) (1400년)
  - 티에우타인(紹聖) (1401년 ~ 1402년)

### 일본
- 오에이(應永) (1394년 ~ 1428년)

## 같이 보기
- 강희자전
- 중국의 연호